# Lucio Bizzini
Lucio Bizzini (Biasca, 18 augustus 1948) is een Zwitsers voormalig voetballer die speelde als verdediger.

## Carrière
Bizzini speelde van 1971 tot 1972 voor US Giubiasco, het seizoen erop speelde hij voor CS Chênois. Waar hij tot 1975 bleef spelen, hij maakte die zomer de overstap naar Servette Genève waarmee hij in 1979 landskampioen werd. De beker won hij datzelfde jaar en het jaar ervoor. Tussen 1982 en 1984 speelde hij nog voor Lausanne Sports.
Hij speelde 41 interlands voor Zwitserland, hij scoorde eenmaal.

## Erelijst
- Servette Genève
  - Landskampioen: 1979
  - Zwitserse voetbalbeker: 1978, 1979